# 馬場町 (横浜市)
馬場町（ばばちょう）は、神奈川県横浜市磯子区の町名。丁番を持たない単独町名である。住居表示実施済み区域。

## 地理
磯子区の北部に位置する。堀割川の左岸にあたる。北で上町、東で中区塚越・寺久保、西で堀割川を跨いで丸山・滝頭、南で坂下町と接する。町内は大半が平地であるが、東部に南北に走る崖があり、ここで警察署の管轄が分かれる。東の高台は山手警察署の管内で、戦後米軍に接収され根岸住宅地区となっている。西側大部分を占める平地は磯子警察署の管内で、かつては牧場もあったが現在は住宅地になっている他、堀割川沿いにかつて横浜耐火煉瓦などの工場があった場所には根岸地区センターや自動車販売店が並んでいる。

### 河川
- 堀割川 - 西辺を南流する人工河川。町内の北端に根岸橋があり、対岸は国道16号となっている。

## 歴史

### 沿革
- 1874年(明治7年) - 堀割川完成。
- 1889年（明治22年） - 町村制施行により、根岸村が村制施行。
- 1901年（明治34年）4月1日 - 横浜市に編入。
- 1923年(大正12年) - 関東大震災で堀割川などが被災。
- 1926年（大正15年） - 関東大震災の復興事業として根岸橋架け替え[5]。
- 1927年(昭和2年) - 区制施行。磯子区西根岸町字馬場となる。
- 1928年（昭和3年） - 堀割川復興工事完了。現在の石積みの護岸ができあがる[6]。
- 1933年（昭和8年）4月1日 - 西根岸町廃止。字馬場の地域と字坂下のうち一部に西根岸馬場町を新設[7][8]。
- 1944年（昭和19年）頃 - 空襲による延焼防止のため建物疎開を実施し根岸疎開道路完成。町内を南北に貫く。
- 1945年（昭和20年） - 横浜大空襲で町内の一部焼失[7]。
- 1947年（昭和22年） - 高台が「エリヤX」として米軍に接収される。現在の根岸住宅地区[9]。
- 1965年（昭和40年）1月1日 - 住居表示の実施（磯子区磯子・滝頭地区）[10]に伴い、西根岸馬場町の一部を丸山二丁目、滝頭三丁目に編入する[11]。
- 1965年（昭和40年）7月1日 - 住居表示の実施（磯子区根岸地区）[10]に伴い、西根岸馬場町から馬場町に町名変更[7]。
- 1994年(平成6年) - 根岸地区センター・根岸馬場町公園・訪問の家 集(つどい)開設。
- 2004年（平成16年） - 日米合同委員会において、根岸住宅地区の返還が合意された[9]、2012年8月現在、具体的な返還時期については決まっていない。
- 2007年（平成19年） - 根岸橋架け替え完了[5]。

## 世帯数と人口
2025年（令和7年）6月30日現在（横浜市発表）の世帯数と人口は以下の通りである。
| 町丁   | 世帯数  | 人口    |
| ------ | ------- | ------- |
| 馬場町 | 691世帯 | 1,254人 |

### 人口の変遷
国勢調査による人口の推移。
| 年                 | 人口  |
| ------------------ | ----- |
| 1995年（平成7年）  | 1,312 |
| 2000年（平成12年） | 1,309 |
| 2005年（平成17年） | 1,260 |
| 2010年（平成22年） | 1,241 |
| 2015年（平成27年） | 1,221 |
| 2020年（令和2年）  | 1,218 |

### 世帯数の変遷
国勢調査による世帯数の推移。
| 年                 | 世帯数 |
| ------------------ | ------ |
| 1995年（平成7年）  | 539    |
| 2000年（平成12年） | 548    |
| 2005年（平成17年） | 600    |
| 2010年（平成22年） | 610    |
| 2015年（平成27年） | 583    |
| 2020年（令和2年）  | 609    |

## 学区
市立小・中学校に通う場合、学区は以下の通りとなる（2024年11月時点）。
| 番地 | 小学校             | 中学校             |
| ---- | ------------------ | ------------------ |
| 全域 | 横浜市立根岸小学校 | 横浜市立根岸中学校 |

1928年(昭和3年)、横浜市立滝頭小学校開校に伴い西根岸町字上(現在の上町)とともに同校学区に編入されたが、根岸小学校学区に戻っている(上町は滝頭小学校学区のままであるが、根岸小学校の選択も可能な調整学区となっている)。

## 事業所
2021年（令和3年）現在の経済センサス調査による事業所数と従業員数は以下の通りである。
| 町丁   | 事業所数 | 従業員数 |
| ------ | -------- | -------- |
| 馬場町 | 24事業所 | 189人    |

### 事業者数の変遷
経済センサスによる事業所数の推移。
| 年                 | 事業者数 |
| ------------------ | -------- |
| 2016年（平成28年） | 26       |
| 2021年（令和3年）  | 24       |

### 従業員数の変遷
経済センサスによる従業員数の推移。
| 年                 | 従業員数 |
| ------------------ | -------- |
| 2016年（平成28年） | 194      |
| 2021年（令和3年）  | 189      |

## 交通

### 鉄道
町内に駅は設置されていない。1912年（明治45年）から1972年（昭和47年）までは横浜市電が堀割川対岸の国道16号を走り、根岸橋・滝頭に停留所があった。最寄り駅はJR根岸線根岸駅であり、町内からは徒歩15分程度かかる。

### バス
町内から最寄りとなるのは以下の4つのバス停である。
馬場町
- 町内にある唯一のバス停。135系統は堀割川沿いの市道と根岸疎開道路を走り根岸駅へ向かう、町内を通る唯一の路線である。
  - 横浜市営バス 135系統

坂下公園前
- 坂下町にあり、馬場町の隣のバス停にあたる。
  - 横浜市営バス 78系統・133系統・135系統

根岸橋
- 根岸橋の堀割川対岸にあり、 横浜駅・関内・磯子駅などへバスがある。横浜市営バス滝頭営業所が近く、本数は多い。
  - 横浜市営バス 68系統・102系統・113系統・156系統・158系統・324系統(102系統の急行)・327系統(113系統の急行)・378系統(102系統深夜バスの書類上の系統番号)
  - 京浜急行バス 110系統

滝頭
- 馬場町南端の先にある坂下橋の堀割川対岸にあり、根岸橋・坂下公園前の隣のバス停にあたる。横浜市営バス滝頭営業所前にあり、本数は多い。
  - 横浜市営バス 9系統・68系統・78系統・102系統・113系統・133系統・135系統・156系統・158系統・324系統(102系統の急行)・327系統(113系統の急行)・378系統(102系統深夜バスの書類上の系統番号)
  - 京浜急行バス 110系統

## 施設
- 根岸住宅地区 - 在日米軍(海軍)の住宅地。
- 根岸地区センター - 選挙の際は馬場町・上町の投票所となっている。
- 根岸地域ケアプラザ - 根岸地区センターに併設。
- 訪問の家 集 -  知的障害者・重複障害者向け生活介護事業所。根岸地区センターに併設。
- 根岸馬場町公園 - 根岸地区センターに併設。

### かつて存在した施設
- 横浜耐火煉瓦 - 戦時中は軍需工場・捕虜収容所であった[22]。
- 松風園 - 横浜市交通局健康保険組合の保養所。2005年（平成17年）閉鎖[23]。所有者の横浜市交通局厚生会は土地を横浜市に寄付した[24]が、跡地利用は未定となっている。
- 東都観光バス車庫 - かつての牧場の跡地に設置されていた。現在は駐車場となっている。
- 金港ボウル - 現在の根岸地区センター付近にあったボウリング場。

## その他

### 日本郵便
- 郵便番号 : 235-0002[3]（集配局：磯子郵便局[25]）

### 警察
町内の警察の管轄区域は以下の通りである。
| 番・番地等 | 警察署     | 交番・駐在所 |
| ---------- | ---------- | ------------ |
| 全域       | 磯子警察署 | 根岸駅前交番 |

## 参考資料
- 『横浜市町区域要覧』（PDF） 平成28年版、横浜市市民局、2016年6月。2022年9月6日閲覧。